# Lumniczer Sándor
Lumniczer Sándor, (Kapuvár, 1821. március 29. – Budapest, 1892. január 30.) sebész, egyetemi tanár, főrendiházi tag. Nevét egy vérzéscsillapító sebészi segédeszköz, a Lumniczer-fogó őrzi.
Dédunokája Szentágothai János, az MTA elnöke.

## Életpályája
Nagyapja Lumniczer István pozsonyi gyakorló orvos, 1791-ben ő publikálta a Flora Posoniensis című füvészeti munkát. Édesapja Lumniczer József gazda, az Országos Magyar Gazdasági Egyesület igazgatója volt. Elemi és gimnáziumi tanulmányait Sopronban és Pozsonyban végezte. 1843 és 1845 között a pesti egyetemen Balassa János mellett dolgozott, itt szerezte orvosi diplomáját 1844-ben. Majd Bécsben volt műtőnövendék 1845 és 1847 között, itt kapta szülészmesteri oklevelét 1847-ben.
A szabadságharc alatt előbb Pesten a tábori sebészet előadójaként, majd Görgei Artúr mellett törzsorvosként, végül 1849-ben a hadügyminisztérium egészségügyi osztályának főnökeként működött.
A szabadságharc bukása után büntetésből, közkatonaként besorozták az osztrák hadseregbe. Később az államvasutak és a pesti Szent Rókus Kórház orvosa, majd az utóbbi sebészeti osztályát vezette. Egyetemi oktatóként 1868-ban magántanár, 1872-ben a pesti egyetem rendkívüli tanára, végül 1880-ban rendes tanára lett. 1885-től főrendiházi tag volt. Az igazgatása alatt levő II. sebészeti klinikán vezették be először az antiszeptikus sebkezelési eljárást Magyarországon.

## Főbb művei

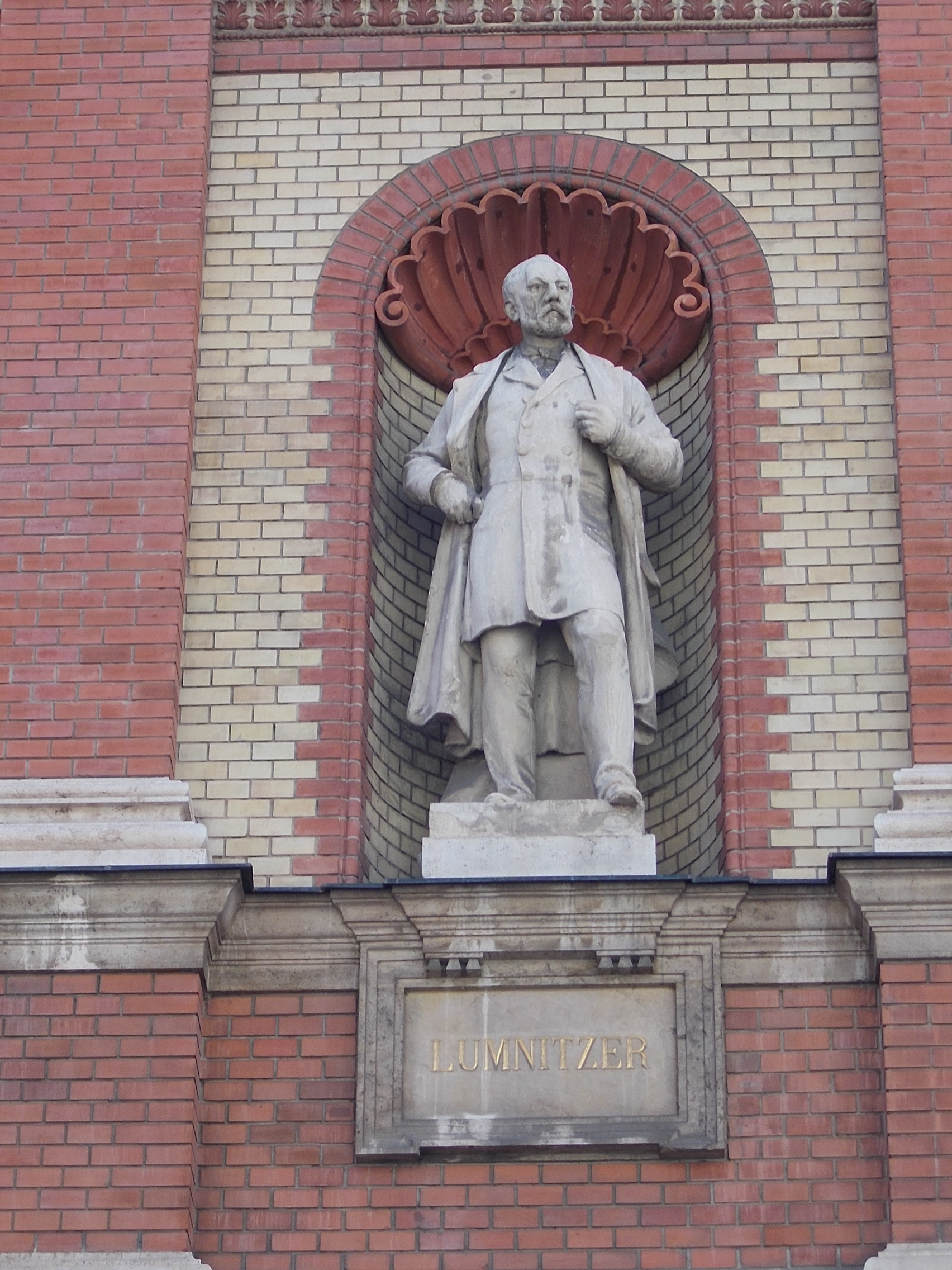
Budapest, Baross u. 21

- Orvos-sebészi értekezés a képlő sebészetről… (Pest, 1884);
- Jelentés a Pest városi sz. Rókus közkórház II. sebészeti osztályának 1868. évi működéséről (Pest, 1870).

## Emlékezete
- A Magyar Traumatológus Társaság 2004-ben Lumniczer-díjat alapított.
- Kapuváron utcát neveztek el róla (Dr. Lumniczer Sándor utca)
- Nevét viseli a kapuvári kórház és egy kapuvári gyógyszertár.
- Fülkeszobra a budapesti Baross u. 21. homlokzatán látható.